# 温斯顿·贾尔斯
温斯顿·贾尔斯（英語：Winston Giles，1974年1月26日—），澳大利亚歌手、作曲人、吉他手。